# Оржицький народний історичний музей
Оржицький народний історичний музей — народний історичний музей у селищі міського типу Оржиці (районний центр Полтавської області); невелике, але цікаве місцеве зібрання матеріалів та предметів з історії та персоналій Оржиччини.

## Загальні дані
Оржицький народний історичний музей розташований у центрі селища (по вулиці Леніна, 38) в окремому приміщенні — у охайному простому будинку (загальна площа 106 м²).
Директор закладу — Ткаченко Любов Петрівна.

## З історії та експозиції музею
Музей у Оржиці був створений у 1974 році.
Статус народного музейний заклад одержав у 1988 році.
Попри економічні та інші труднощі 1990-х і сучасності Оржицький народний історичний музей вистояв і лишається осередком духовності, збереження народної пам'яті і навіть історичних пошуків у цьому невеликому смт. У теперішній час (кінець 2000-х) ставиться питання про підняття статусу музею до районного, щоб він міг фінансуватися з райбюджету.
Станом на 1 січня 2010 року фонди Оржицького народного історичного музею налічували 3 342 предмети, в тому числі основного фонду — 2 438 предметів. Причому близько півтори тисячі експонатів є оригіналами.
Експозиція музею розміщена у 5 залах:
- І зала — природа краю;
- II зала — розповідає про археологію, давню та Нової доби історію (до XX століття) Оржиччини, традиціний побут місцевого населення;
- III зала — Оржицький край у 1-й половині XX століття (радянщина до ВВв), плюс частково ВВв;
- IV зала — подвиг оржичан у Другій світовій війні;
- V зала — Оржицький район на сучасному етапі.

## Виноски
1. ↑  Перелік музеїв, створених у складі підприємств, організацій, установ та навчальних закладів Полтавської області, що перебувають на обліку органів культури (станом на 01.01.2010р.)[недоступне посилання] на www.spadshina.pl.ua (Охорона культурної спадщини Полтавщини) [Архівовано 2013-03-24 у Wayback Machine.]
2. ↑  існують і інші датування — 1972 (див. Полтавщина : Енцикл. довід. — С. 623) і 1975 роки.